# 天爱帝须
天爱帝须（前4世纪—前267年）是斯里兰卡早期国王，公元前247年至公元前207年在古都阿努拉德普勒执政。他的统治以在摩揭陀王阿育王庇护下佛教传入斯里兰卡而闻名。记载他统治时期的主要资料来源是《大史》，而该书本身则是以更古老的《岛史》为基础。